# IL2RA
Chuỗi alpha thụ thể Interleukin-2 (viết tắt là IL2RA-Interleukin-2 receptor alpha chain) (còn được gọi là CD25) là một protein mà ở người thì được mã hóa bởi gen IL2RA.
Các thụ thể interleukin 2 (IL2) chuỗi alpha (IL2RA) và chuỗi beta (IL2RB), kết hợp cùng với chuỗi gamma chung  (IL2RG), sẽ tạo thành thụ thể IL2 ái lực cao. Đồng phức kép (Homodimer) chuỗi alpha (IL2RA) sẽ tạo nên thụ thể ái lực thấp, trong khi đồng phức kép chuỗi beta (IL2RB) tạo ra một thụ thể ái lực trung bình. IL2RA thường xuất hiện là protein màng không thể tách rời, nhưng IL2RA dạng hòa tan cũng đã được phân lập và được xác định là kết quả từ sự phân giải protein ngoại bào. Các biến thể cắt-nối mRNA IL2RA cũng đã được xác định, nhưng tầm quan trọng của từng biến thể hiện chưa được biết rõ.

## Mô tả
Đây là một loại protein xuyên màng loại I có mặt trên các tế bào T hoạt hóa, các tế bào B hoạt hóa, một số tế bào thymocyte, tế bào nguyên tủy và các tế bào thần kinh đệm ít gai (oligodendrocyte). Mặc dù IL2RA đã được sử dụng như một dấu chuẩn để xác định tế bào T điều hòa CD4 + FoxP3 + ở chuột. Người ta cũng thấy tìm rằng một tỷ lệ lớn các tế bào T nhớ trong lúc nghỉ cũng biểu hiện IL2RA ở người.
IL2RA được biểu hiện trong hầu hết các tế bào B, và trong một số bệnh như ung thư bạch cầu không lympho cấp tính, u nguyên bào thần kinh, bệnh tế bào phì và các tế bào lympho di chuyển vào khối u (TIL). IL2RA hoạt động như các thụ thể cho HTLV-1 và do đó được biểu hiện trên các tế bào khối u ở tế bào lympho T trong bệnh leukemia/leuphoma ở người lớn. Dạng hòa tan của nó, được gọi là sil-2R có thể có nồng độ tăng lên trong các bệnh này và đôi khi được sử dụng để theo dõi sự tiến triển của bệnh.

## Ý nghĩa y khoa

### Bệnh Chagas
Nhiễm trùng do động vật nguyên sinh Trypanosoma cruzi gây ra bệnh Chagas, đặc trưng bởi sự giảm lượng IL2RA thể hiện trên bề mặt tế bào miễn dịch. Điều này dẫn đến ức chế miễn dịch mãn tính, ngày càng trở nên nghiêm trọng trong nhiều năm và cuối cùng dẫn đến tử vong nếu không được chữa trị.

### Đa xơ cứng
Thuốc đa xơ cứng daclizumab liên kết với và chặn IL2RA.